# District de Longcheng
Le district de Longcheng (龙城区 ; pinyin : Lóngchéng Qū) est une subdivision administrative de la province du Liaoning en Chine. Il est placé sous la juridiction de la ville-préfecture de Chaoyang.